# Dolmen Adrenunes
Dolmen Adrenunes (portugalsko Anta de Adrenunes), ki stoji na vrhu hriba na 426 metrih nadmorske višine, v občini Sintra, znotraj naravnega parka Sintra-Cascais, okrožje Lizbona, Portugalska, naj bi bila grobnica ali megalitski spomenik iz kamene dobe. Gre za strukturo, sestavljeno iz skupine granitnih kamnov, med katerimi je približno 5 metrov visoka galerija, nad katero so monoliti, ki vodoravno ležijo na navpičnih kamnih. Domneva se, da je prehod v megalitskem obdobju služil kot skupna nekropola ali dolmen, čeprav niso našli artefaktov ali grobišč, ki bi to dokazovali. Na tem mestu je geodetski mejnik, ki je bil vstavljen v enega od zgornjih kamnov.
Začetna izkopavanja, ki jih je izvedel Joaquim Possidónio Narciso da Silva (1806-1896), niso našla dokazov o pogrebni uporabi. Vendar pa je Da Silva predstavil rezultate svojih raziskav na enem od zasedanj Mednarodnega kongresa za antropologijo in prazgodovinsko arheologijo leta 1871, pri čemer je mesto označil za megalitski nagrobni spomenik. Kasnejši pisci so trdili, da mesto združuje naravne granitne kamnine, ki jih najdemo tudi drugod na tem območju, z nekaterimi arhitekturnimi elementi. Opozarjajo na razporeditev kamnin in njihovo orientacijo glede na sončni zahod, da trdijo, da to kaže na megalitsko strukturo, ki je bila verjetno naravnega izvora in so jo kasneje obdelali ljudje. Novejša izkopavanja kamnov so prinesla nekaj dokazov o posegu ljudi, saj so v temeljih nekaterih kamnov prepoznali granitne kline. Približno pravokotna oblika nekaterih kamnov prav tako zagotavlja možne dokaze o človekovem posegu, čeprav so drugi pisci trdili, da mesto ni več kot naravna zbirka kamnin.
Za ogled najdišča je potreben približno en kilometer hoje po poti. Sprejema relativno malo obiskovalcev, čeprav je priljubljena v času solsticija in enakonočja.